# トナリエつくばスクエア
トナリエつくばスクエア（tonarie TSUKUBA SQUARE）は、茨城県つくば市吾妻一丁目にある地域密着型の複合型ショッピングセンターである。
つくばエクスプレスつくば駅に直結しており、駅ビル的の性格を持つ。

## 歴史・概要
住宅・都市整備公団OBを社長、茨城県庁OBを専務、そのほか出資銀行から常務を迎え入れるなど混成部隊で発足した、筑波新都市開発株式会社が筑波研究学園都市中心市街地における商業の核として、1985年（昭和60年）3月8日に西武百貨店・ジャスコ・専門店で構成の「CREO」を開業。同月には国際科学技術博覧会（つくば万博）も開幕している。
デベロッパーとしての実務は公団主導で進められたが、ショッピングセンターのような商業施設の建設は、公団も筑波新都市もいずれも経験がなかった。そこで筑波新都市側は、日本設計にショッピングセンターの建築設計を委託。「CREO」は、人々の価値観、生活意識、生活行動の多様化、個性化に即するため、単独のデパートという形態は取らず、複合業態商業施設として「2核（デパート+スーパー）+専門店群+コミュニティ」の形態が取られた。西武百貨店とジャスコの中間にあった専門店街は広々とした空間となっていて、買い物途中の人々の安らぎの場となり、1階と2階を結ぶエスカレーターは、世界初のらせん状のエスカレーターが設置されたが、後に撤去された。
開業当初は、土浦市内の商業施設と商圏が重なることが懸念されていたが、自家用車の普及が急激に進んだことも影響して、駐車場の整備が進んでいた研究学園都市にある「CREO」は売上を伸ばしていった。

### つくばクレオスクエアに
その後1993年（平成5年）10月には「MOG」、2005年（平成17年）3月には、8月のつくばエクスプレス開業に先駆けて「Q't」も開業し、つくばクレオスクエアに発展している。
Q'tが完成した2005年（平成17年）時点では茨城県最大級の店舗面積を持つ商業施設で、2010年代半ばには年間来訪客数500万人超となっていた。
開業時から2つの核店舗（二核）があったが、2017年（平成29年）2月28日に「西武百貨店」が閉店し、スーパーマーケットの「イオン」が2018年（平成30年）1月31日にクレオ専門店と同時に閉店した。

### トナリエつくばスクエアに
その後、筑波都市整備株式会社が株式会社日本エスコン（現：エスコン）へ2018年（平成30年）12月20日に「MOG」と「Q’t」を譲渡し、翌年の2019年（平成31年）3月27日に「CREO」も譲渡した。
この譲渡後も「MOG」と「Q't」は営業を続け、2021年（令和3年）5月19日に旧西武百貨店棟を改装し「トナリエつくばスクエア」として新装開業した。
「CREO」の旧イオン棟は解体され、その跡地に共同住宅「レ・ジェイドつくばStation Front」を分譲している。

## 年表
- 1973年（昭和48年）9月28日 - 筑波新都市開発株式会社設立[13]。
- 1985年（昭和60年）3月8日 - 「CREO」開業[4][5]。
国際科学技術博覧会の開催年。つくばセンターバスターミナルは14日に開設[要出典]。
- 1993年（平成5年）10月[7]7日[要出典] - 「MOG」開業[7]。
- 2004年（平成16年）7月1日 - 運営会社が合併、筑波都市整備株式会社となる[14]。
- 2005年（平成17年）
  - 2月25日 - 「CREO」が新装開業[15]。
  - 2月下旬 - 「MOG」がリニューアルされる[要出典]。
  - 3月18日 - 「Q't」開業[9]。
  - 8月24日 - つくば駅開業に伴い、駅連絡通路供用開始[16]。
- 2010年（平成22年）4月23日 - リニューアルオープン[要出典]。
- 2011年（平成23年）3月1日 - 核店舗のジャスコつくば店がイオンつくば店に名称変更。
- 2012年（平成24年）11月1日 - イオンつくば店がイオンつくば駅前店に名称変更[広報 6]。
- 2014年（平成26年）6月13日 - アウトドアゾーン「アクティブアウトドアタウン」が「Q't」3階でリニューアルオープン[11]。
- 2015年（平成27年）10月9日 - 食のセレクトゾーン「キュートマルシェ」が「Q't」1階でリニューアルオープン[要出典]。
- 2017年（平成29年）2月28日 - この日の営業をもって西武筑波店閉店[広報 3]。
- 2018年（平成30年）
  - 1月31日 - 20時にイオンつくば駅前店とクレオ専門店街の全店舗が閉店[12]。よって「CREO」は完全閉館[12]。
  - 12月20日 - 株式会社日本エスコン（現：エスコン）に「Q't」と「MOG」を売却[広報 4]。
- 2019年（平成31年）3月27日 - 株式会社日本エスコンに「CREO」を売却[広報 5]。
- 2021年（令和3年）5月19日 - 「トナリエつくばスクエア」として新装開業[1]。

## 主な建物

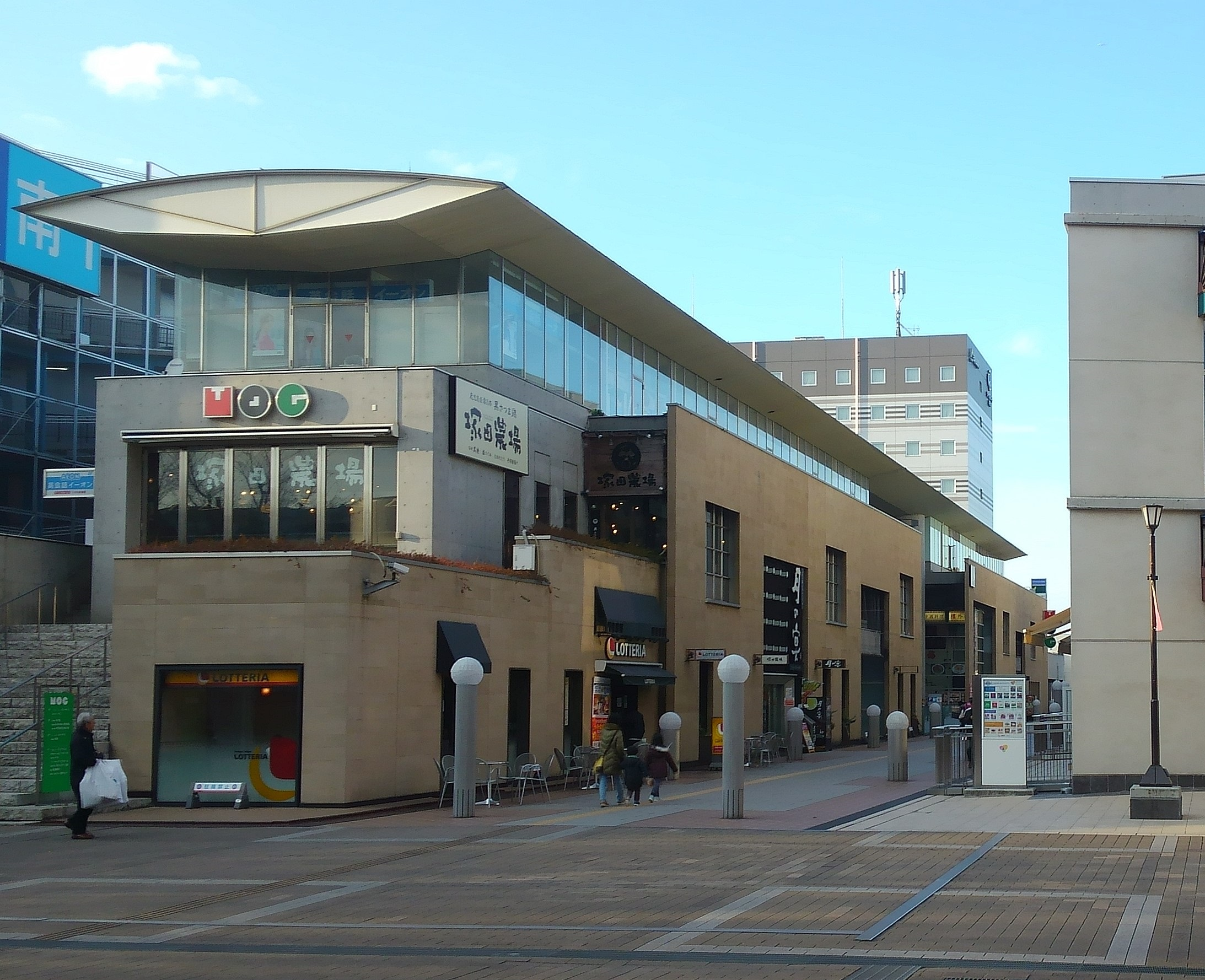
MOG（2017年1月撮影）

CREO（クレオ）、MOG（Mall Open Gallery、モグ）、Q't（キュート）の3部分から構成される。
CREO
2018年（平成30年）1月31日、完全閉館した。旧西武棟はリノベーションされ店舗とオフィスが入居し、旧イオン棟は跡地に共同住宅「レ・ジェイドつくばStation Front」を分譲している。
所在地：つくば市吾妻一丁目7番地1
敷地面積：10,492.81m2
延床面積：55,840m2　→ 42,413.77m2
店舗面積：30,832m2　→ 25,056.06m2
地下2階・地上8階
MOG
所在地：つくば市吾妻一丁目5番地3
敷地面積：1,282.72m2
建築面積：1,142.34m2
延床面積：4,079.25m2
地下1階・地上4階
設計：坂倉建築研究所、都市再生機構茨城地域支社
施工：鹿島建設
Q't
所在地：つくば市吾妻一丁目6番地1
敷地面積：9,929.94m2
延床面積：24,821.30m2
地下1階・地上4階

## 主なテナント
- ロフト（総合雑貨）[2]
- GAP[2]

### 過去に存在したテナント

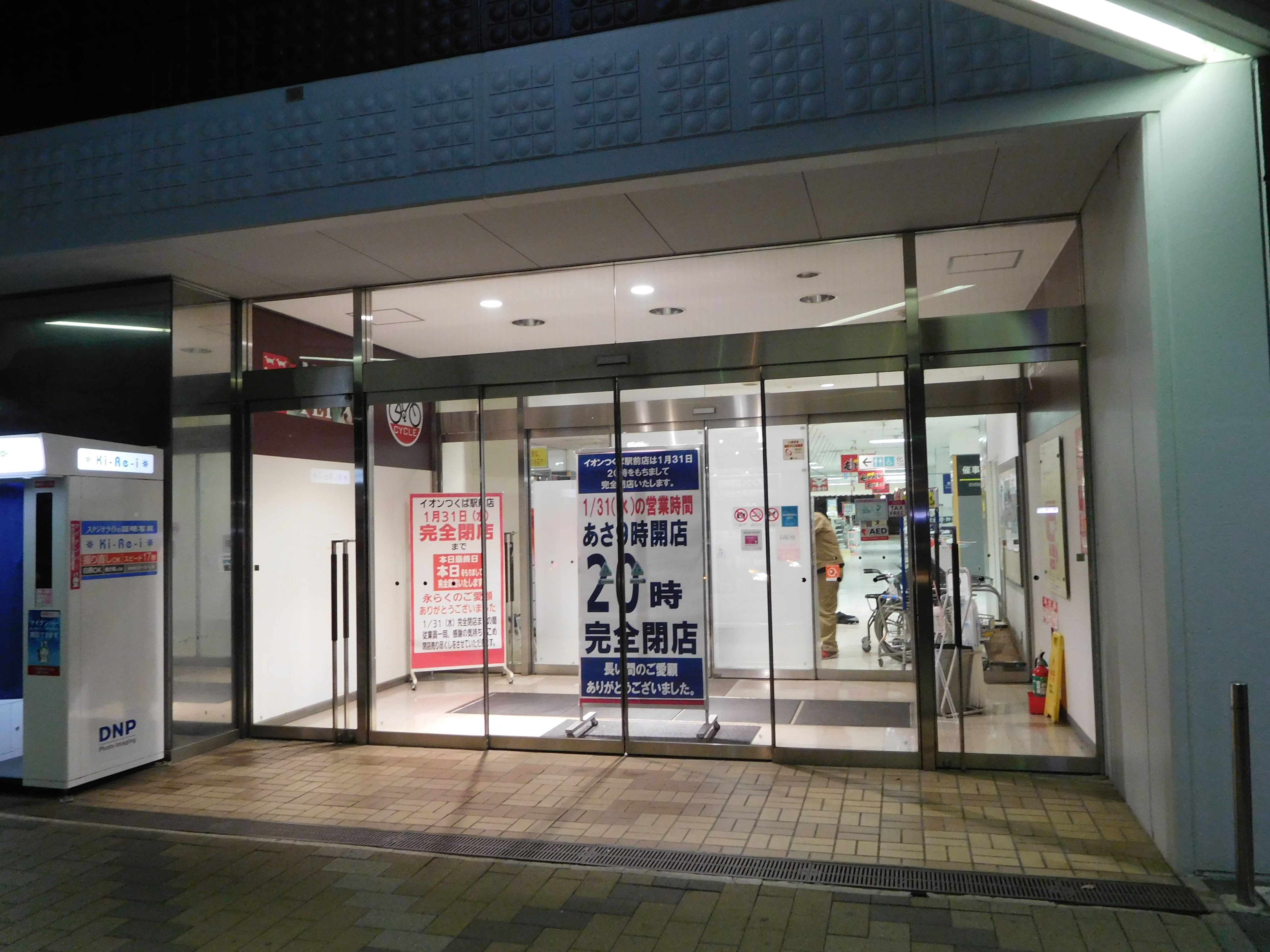
閉店当日のイオンつくば駅前店（2018年1月31日21時19分）

- 西武筑波店（1985年（昭和60年）3月8日開店[4][5] - 2017年（平成29年）2月28日閉店[広報 3]）

店舗面積：16,688m2
- イオンつくば駅前店（1985年（昭和60年）3月8日開店[4][5] - 2018年（平成30年）1月31日閉店[12]）

店舗面積：6,681m2

## 交通

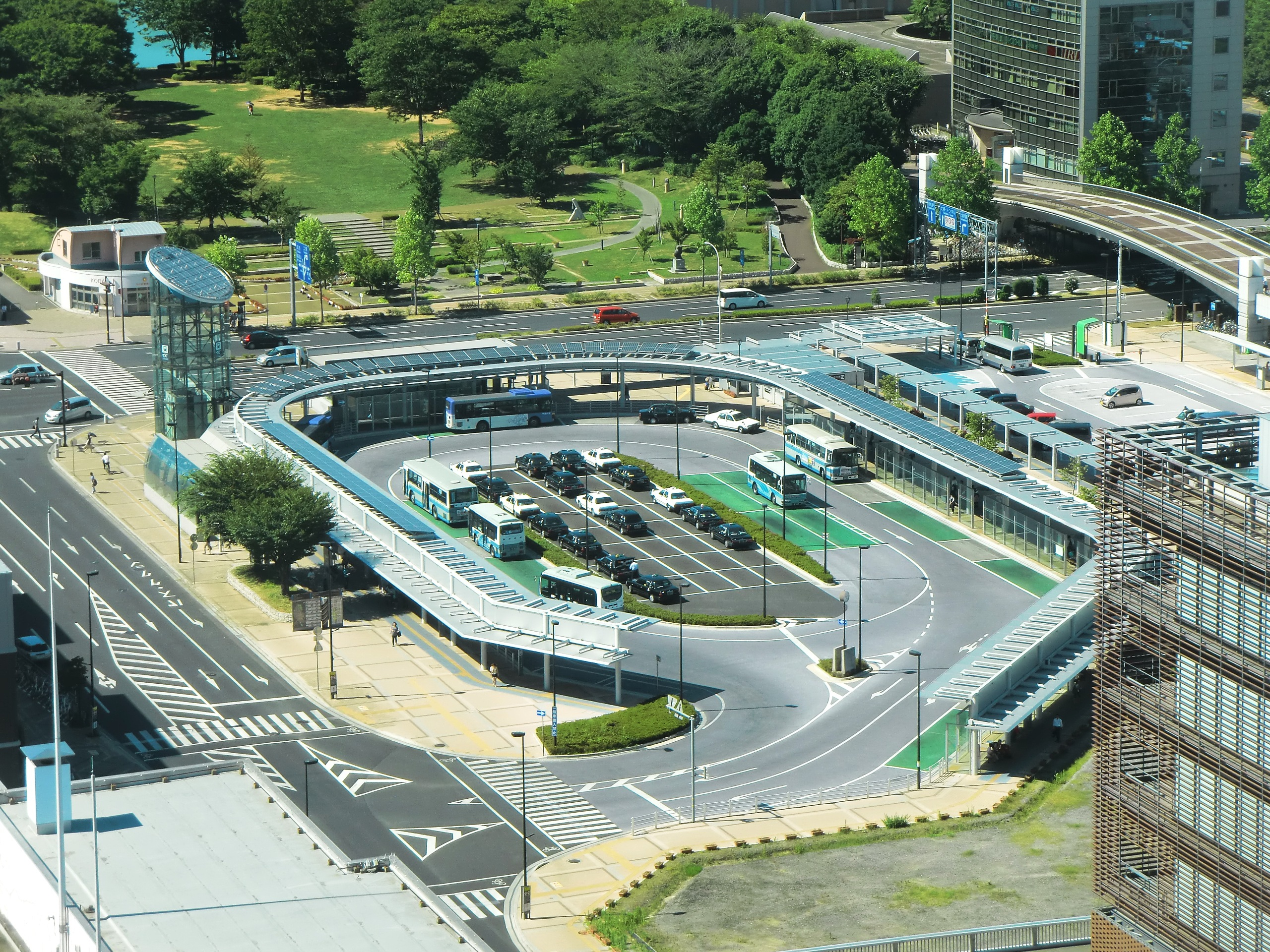
左下が当施設。中央がバスターミナル。右下がオートリブジャパンテクニカルセンターつくば。右の方につくばセンタービル。つくば駅は左上の交差点地下にある。

### 鉄道
首都圏新都市鉄道つくばエクスプレスつくば駅A5出口すぐ。つくば駅A5出口通路から分岐してQ'tの地上1階に直結するエスカレーターあり。

### バス
- つくばセンターバスターミナル隣接
- クレオ前バス停留所前 - 関東鉄道松代循環、学園南循環専用

## かつての姉妹施設
筑波都市整備が引き続き施設運営を行う商業施設。
- つくばセンタービル アイアイモール - 1983年（昭和58年）完成[18]。
- 住区ショッピングセンター - つくば市
  - 竹園ショッピングセンター - 竹園。1974年（昭和49年）9月開業[19]。センター地区成立以前の商業的中心であった。2006年（平成18年）5月26日にヤマウチ竹園店が開店[20]。
  - 並木ショッピングセンター - 並木。1976年（昭和51年）9月開業[13]。学園並木バス停留所と一体型。核店舗はスーパーマーケットのマスダ。
  - 天久保大学通り商店街 - 天久保。天久保ショッピングセンターとして1976年（昭和51年）11月開業[13]。筑波大学筑波キャンパス隣接の[19]飲食店街。学生向けの店が多い。
  - 松代ショッピングセンター - 松代。1980年（昭和55年）4月開業[13]。手代木団地バス停留所と一体型。核店舗はスーパーマーケットのヤマウチ。2015年にヤマウチに変わり、TAIRAYAがオープンした。
- 竜ヶ崎ニュータウン北竜台センター地区（北竜台ショッピングセンター） - 龍ケ崎市小柴5-1-2[21]
  - A・B街区（ショッピングセンターサプラ） - 1999年（平成11年）3月4日開業[21]。核店舗はイトーヨーカドー[21]。
  - C街区（龍ケ崎市小柴1-1-5[22]） - 2002年（平成14年）12月開業[23]。ケイヨーデイツー（2002年（平成14年）12月開店[23] - 2019年（令和元年）7月15日閉店[23]）→2020年（令和2年）9月16日にカインズが開店した[24]。
  - D街区（龍ケ崎市小柴1-7[22]） - 2003年（平成15年）4月開業[22]。ケーズデンキ竜ケ崎本店[22]、ワンダーグー[22](閉店)[要出典]、トイザらス[22]。

#### 広報資料・プレスリリースなど一次資料
1. 1 2 3 4 5 6 7 8 9 10 11 12 13 14 15 16  “地域密着型ショッピングセンター『tonarie CREOクレオ』 第2弾オープンのお知らせ”.  日本エスコン (2021年7月9日). 2023年12月22日閲覧。
2. ↑  “アクセス・駐車場”.   つくばクレオスクエア (2014年7月29日). 2016年7月18日閲覧。
3. 1 2 3  八尾店ならびに筑波店の営業終了及び希望退職者の募集について そごう・西武 2016年8月2日発表
4. 1 2  「つくば Q’t(キュート)」「つくば MOG(モグ)」商業施設取得に関するお知らせ 日本エスコン 2018年12月20日発表
5. 1 2 3 4  「つくばクレオ」商業施設取得に関するお知らせ 日本エスコン 2019年3月27日発表
6. ↑  “インフォメーション イオンつくば駅前店（旧イオンつくば店）”. 2012年12月15日時点のオリジナルよりアーカイブ。2012年11月14日閲覧。